# Lžín
Lžín (německy Lischin) je vesnice, část obce Dírná v okrese Tábor v Jihočeském kraji. V roce 2011 zde trvale žilo 103 obyvatel.

## Historie
Žádná zakládací listina nebyla nalezena, avšak ves Lžín lze doložit již koncem 13. století (1289). Roku 1379 náležela vesnice Lžín (Zelzyn) se 16 lány k arcibiskupskému panství chýnovskému (rychtář měl dva služební lány). Celá obec robotovala při senoseči a žni a k místnímu dvoru byla povinna dovážeti stavební dřevo.
Později se ves dostala v zápisný majetek Přehořovských z Kvasejovic a při jejich dělení Oldřichovi (roku 1554). Roku 1615 seděl na Lžíně Jiří Kořenský z Terešova, jenž platil z 11 lidí 33 kopy sbírky a 7 kop 20 grošů berně. Okolo roku 1620 náležel statek Vrchotickým z Loutkova. Z nich uvádí se tu Zikmund Kunrát, roku 1639 Vilém, ale 1638 držel Lžín Kryštof Karel ze Svárova. Později dostal se v majetek kláštera ve Vyšším Brodě, jemuž zůstal dlouhá léta. Později držel Lžín Jan Jiří Piatti z Tiernovie a prodal jej roku 1800 hraběti Janu Filipu Pachtovi, 1803 Jan Nepomuk Varlich rytíř z Bubna s chotí Teresií Schmiedanrovou, od roku 1808 Josef Mayer. Od roku 1811 Jan Jiří ze Stogrů. Po něm zdědily statek jeho čtyři dcery. Od nich koupila Lžín Viléma Elsenwangerová. Od roku 1833 držel jej baron Karel Kaiser, pak Prokop Rychlý. Od roku 1852 Václav Fleisner svobodný pán z Ostrovic a rytíř Komers. Od roku 1881 náležel velkostatek Schönburg-Hartensteinům.

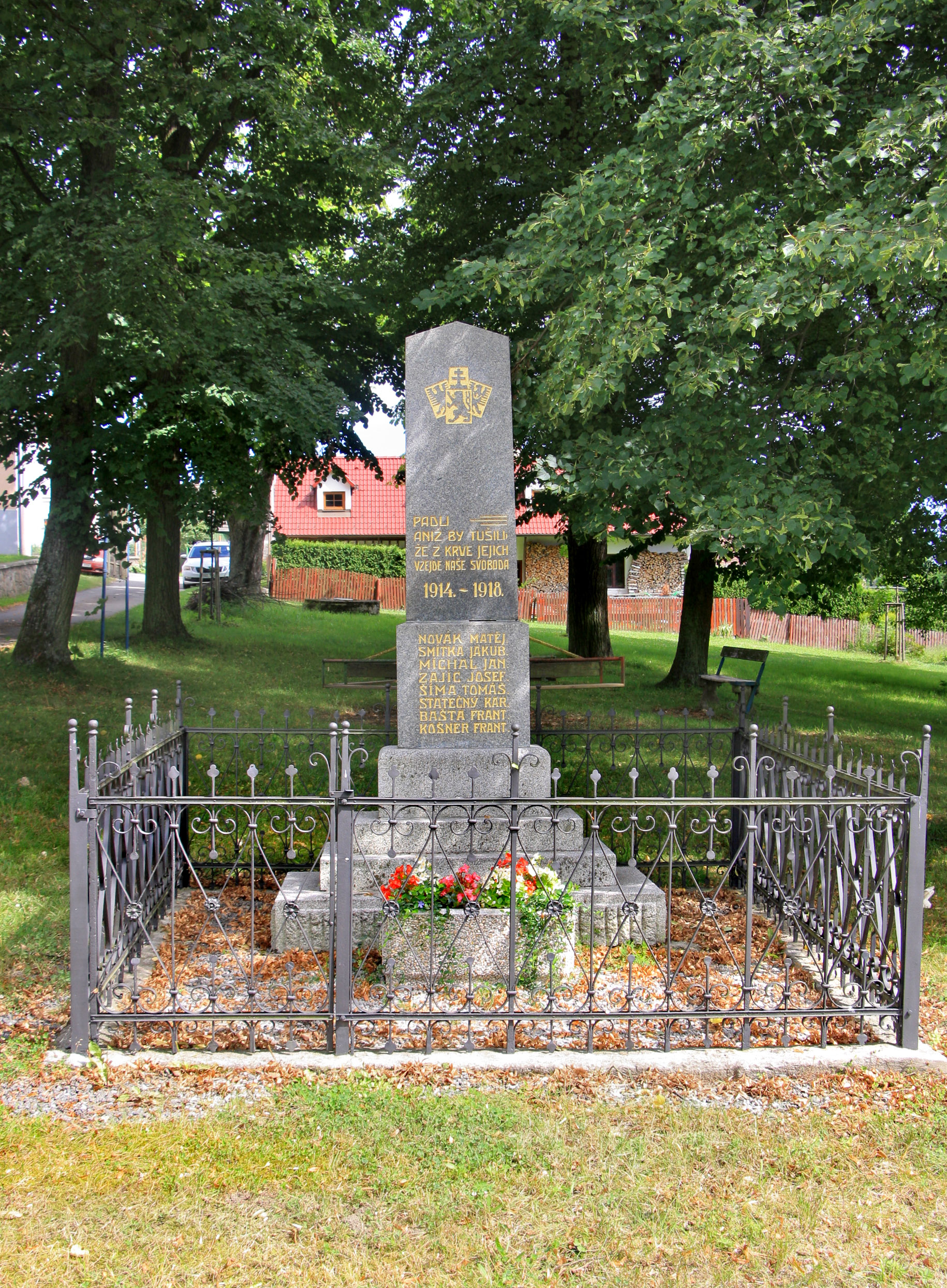
Památník obětem první světové války

V paměti lidu žije zvláště rytíř Antonín Emanuel Komers, jenž založil alej za dvorem až „k suchému dubu“. V roce 1921 byla alej vykácena od suchého dubu až k Šedivovskému (zadní alej). Zřídil také ostrovy v Návesníku, Mlýnském rybníku, vysázel zámecký park, přikoupil k velkostatku pět živností a měl také úmysl vystavět na Hřici kostel. Nad Novým rybníkem byl drtič kostí, u domu čp. 5 byl mlýn. Místní původně docházeli do kostela v Dráchově, kde byla i farnost, protože ve Lžíně byl helvétský kostel (nebyl vystavěn oltářem k východu jako katolické kostely) a až později byl zabrán římskokatolickou církví. Byl zde také původně klášter jeptišek. Škola byla založena byla roku 1833, ale již dříve vyučoval ve Lžíně jakýsi vysloužilec Neumann. Školní budova byla přestavěna v roce 1906, rozšířená na dvojtřídku. Roku 1872 vyhořelo ve vsi 9 stavení. U starosty v čp. 13 hořel i obecní archiv (kroniky), čímž se vysvětluje nedostatek dřívějších zpráv.
Ve Lžíně se narodil spisovatel Jan Vránek, americký kněz, který v Chicagu roku 1905 vydal sbírku veršů „Na půdě americké“. 19. července 1908 se zde konal zde velký tábor lidu – „slavnost 60letého výročí zrušení roboty“ – na ostrově v Návesníku, kde měli slavnostní řeči říšští poslanci Josef Suhrada a Tomáš Mazanec. V roce 1917 byla při slavnosti z nařízení c. k. okresní školní rady vsazena napravo od vchodu do školy lípa Karla I. Současně byly za vsí vlevo od silnice k Dírné vysazeny tři lípy na památku osmi zdejších ve válce padlých vojínů. Byl jim pak také postaven pomník, na němž je nápis „Padli, aniž tušili, že z krve jejich vzejde naše svoboda“.

### Starostové Lžína

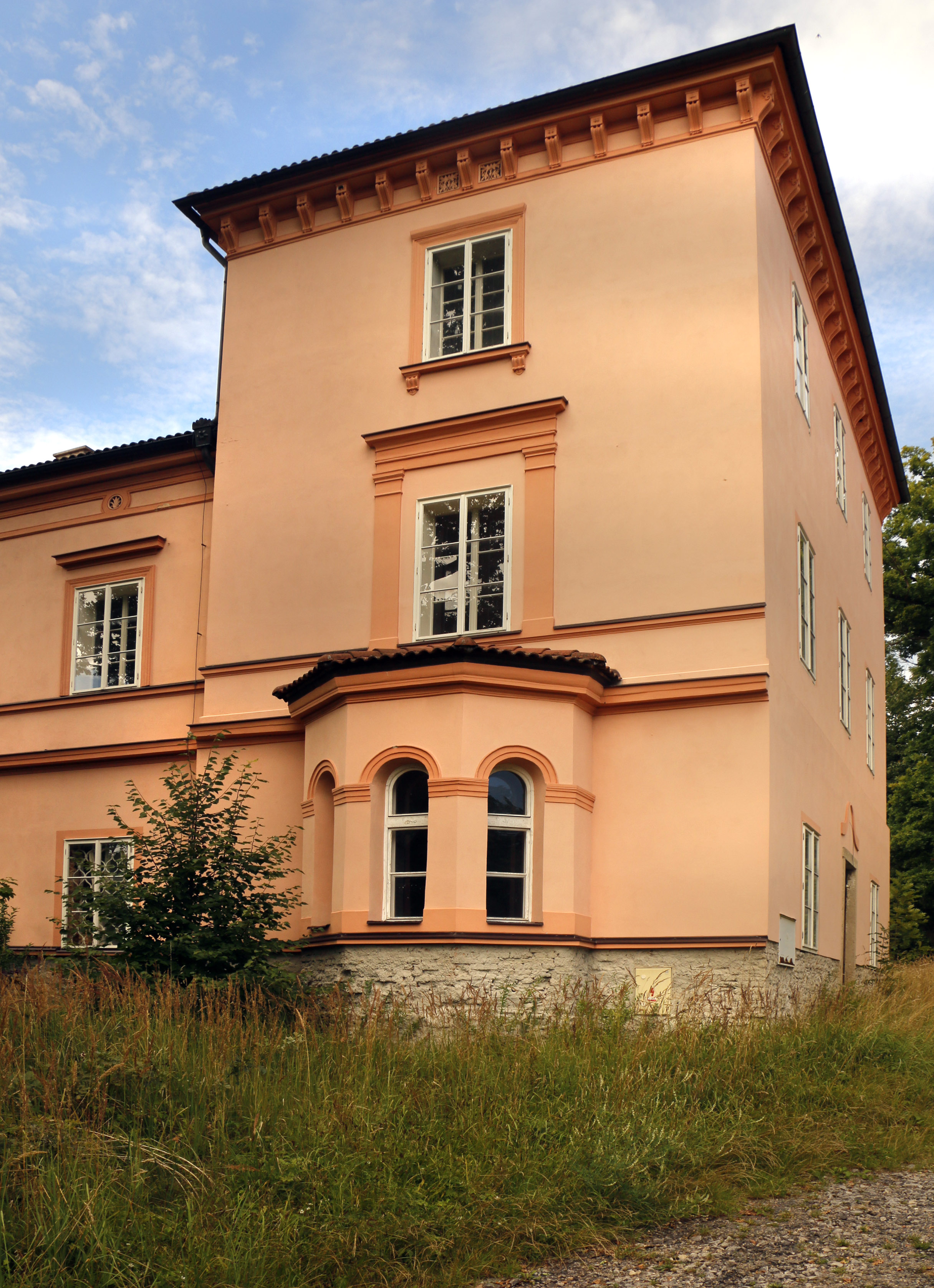
Zámek Lžín

Podle záznamů v matričních knihách obce Lžín byl v letech 1796–1800 lžínským rychtářem (dnešním starostou) sedlák Matouš Novák z čp. 8.
Nejstarší pamětníci vypravují, že potom v letech 1870 starostou byl rolník František Míchal z čp. 13 za něhož vyhořelo 9 stavení, včetně jeho. Po něm byl starostou šest let Jakub Vopava a po něm dlouhá léta (17 let) Jakub Budín, rolník. Za všech těchto starostů písařil Jan Bubník (dědoušek Pltů). Roku 1894 byl zvolen Jakub Hlaváček, jenž ale po jednom roce kvůli nemoci složil funkci. Po něm až do roku 1902 byl zvolen Jaroslav Jan Musil z čp. 53, od 8. března 1902 byl starostou jeho syn František Musil do roku 1907, který byl v roce 1911 zvolen též starostou soběslavského okresu, jímž byl do roku 1917. Do roku 1910 starostoval Jan Zajíc, rolník z čp. 20 a od roku 1911 do května 1914 Jan Nohava. Po celou dobu světové války František Vyhlídka do června 1919. Po něm Jan Žák do 4. dubna 1924, kdy předal starostenský úřad Františku Míchlovi z čp. 47.

### Pověsti
Podle kronikáře Vašty (1914) stával prý ve Lžíně na místě čp. 55 starý zámek. Pod stavením čp. 42 mají být podzemní sklepy a na zahradě jsou prý v zemi peníze, které tam také kdosi nalezl. O domku čp. 41 se vypravuje, že na jeho místě až do zrušení za císaře Josefa II. stával klášter. Poslední jeptišky v něm odkázaly prý peníze na stavbu kostela ve vsi.

## Obyvatelstvo
| Rok            | 1869 | 1880 | 1890 | 1900 | 1910 | 1921 | 1930 | 1950 | 1961 | 1970 | 1980 | 1991 | 2001 | 2011 | 2021 |
| -------------- | ---- | ---- | ---- | ---- | ---- | ---- | ---- | ---- | ---- | ---- | ---- | ---- | ---- | ---- | ---- |
| Počet obyvatel | 331  | 361  | 319  | 297  | 329  | 316  | 269  | 205  | 229  | 166  | 139  | 116  | 106  | 103  | 99   |
| Počet domů     | 56   | 52   | 58   | 58   | 52   | 51   | 54   | 57   | 51   | 50   | 42   | 54   | 55   | 57   | 60   |

## Obecní správa
Při sčítání lidu v letech 1850–1976 Lžín byl samostatnou obcí, se kterým patřil nejprve do okresu Tábor, ale v roce 1950 v okrese Soběslav a od roku 1960 opět v okrese Tábor. Od 1. dubna 1976 je částí obce Dírná v okrese Tábor. V letech 1850–1909 k obci patřila Hrušova Lhota.

## Pamětihodnosti
- Kaple svatého Václava
- Zámek Lžín

## Další fotografie

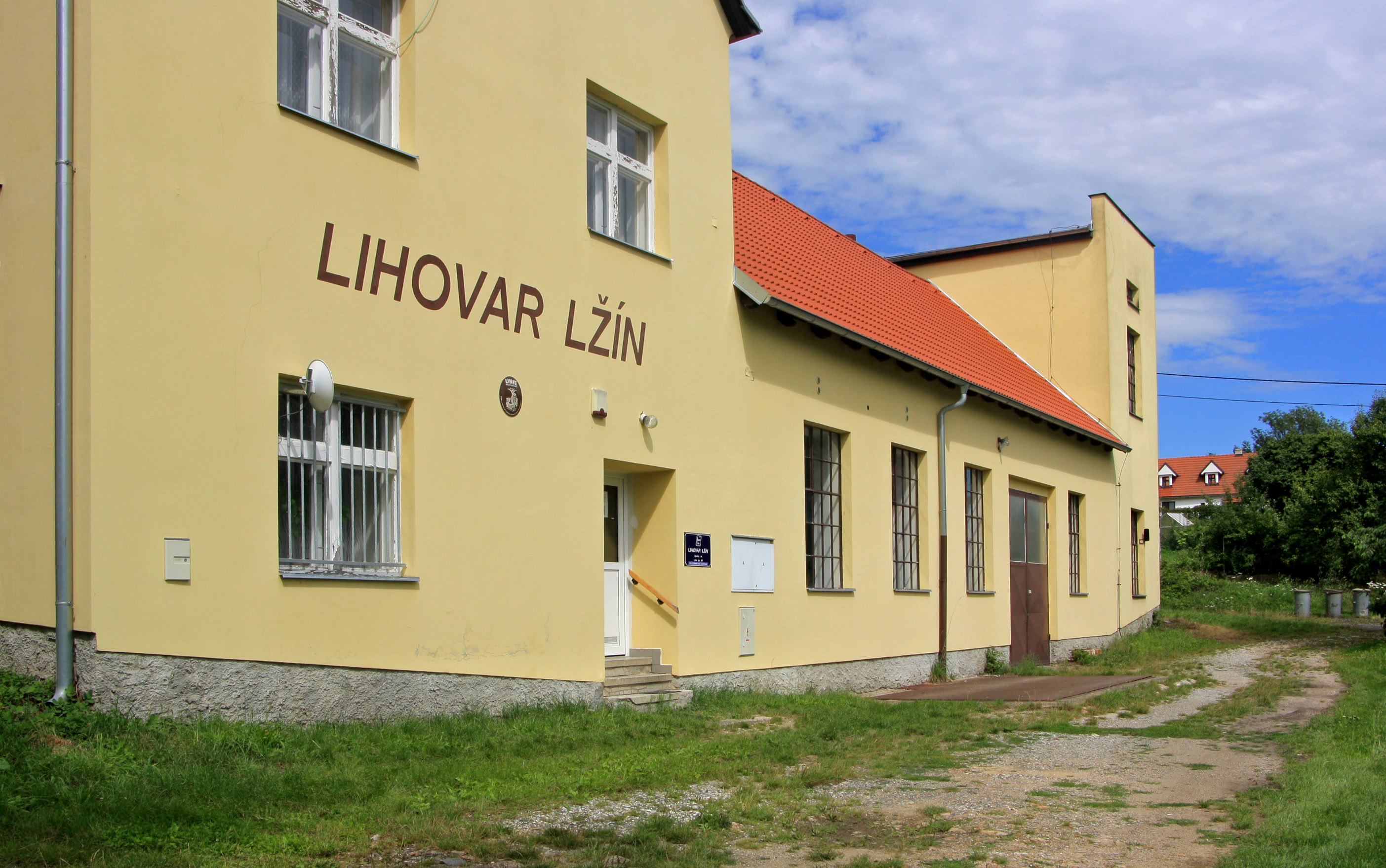
Lihovar
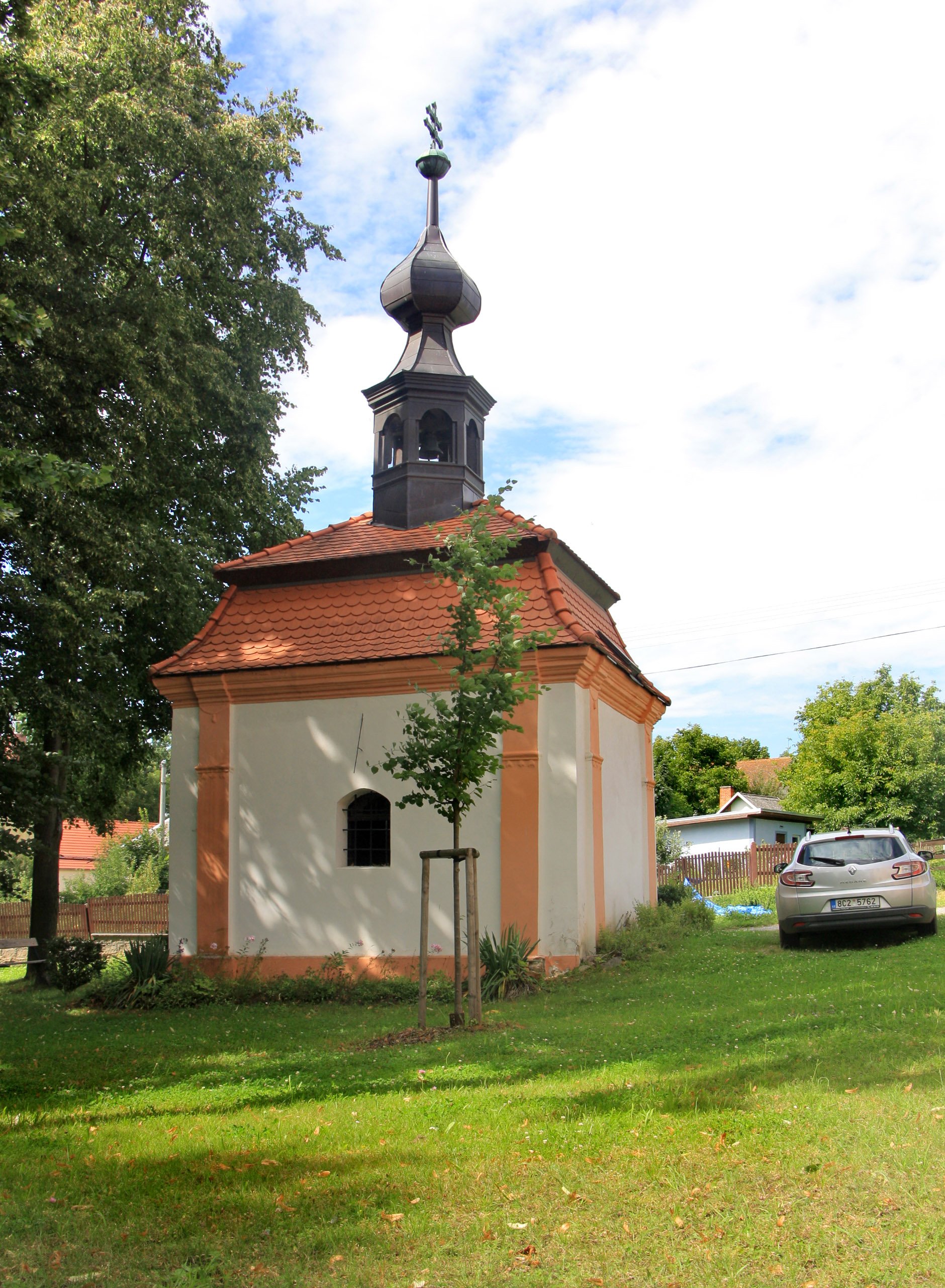
Kaple svatého Václava
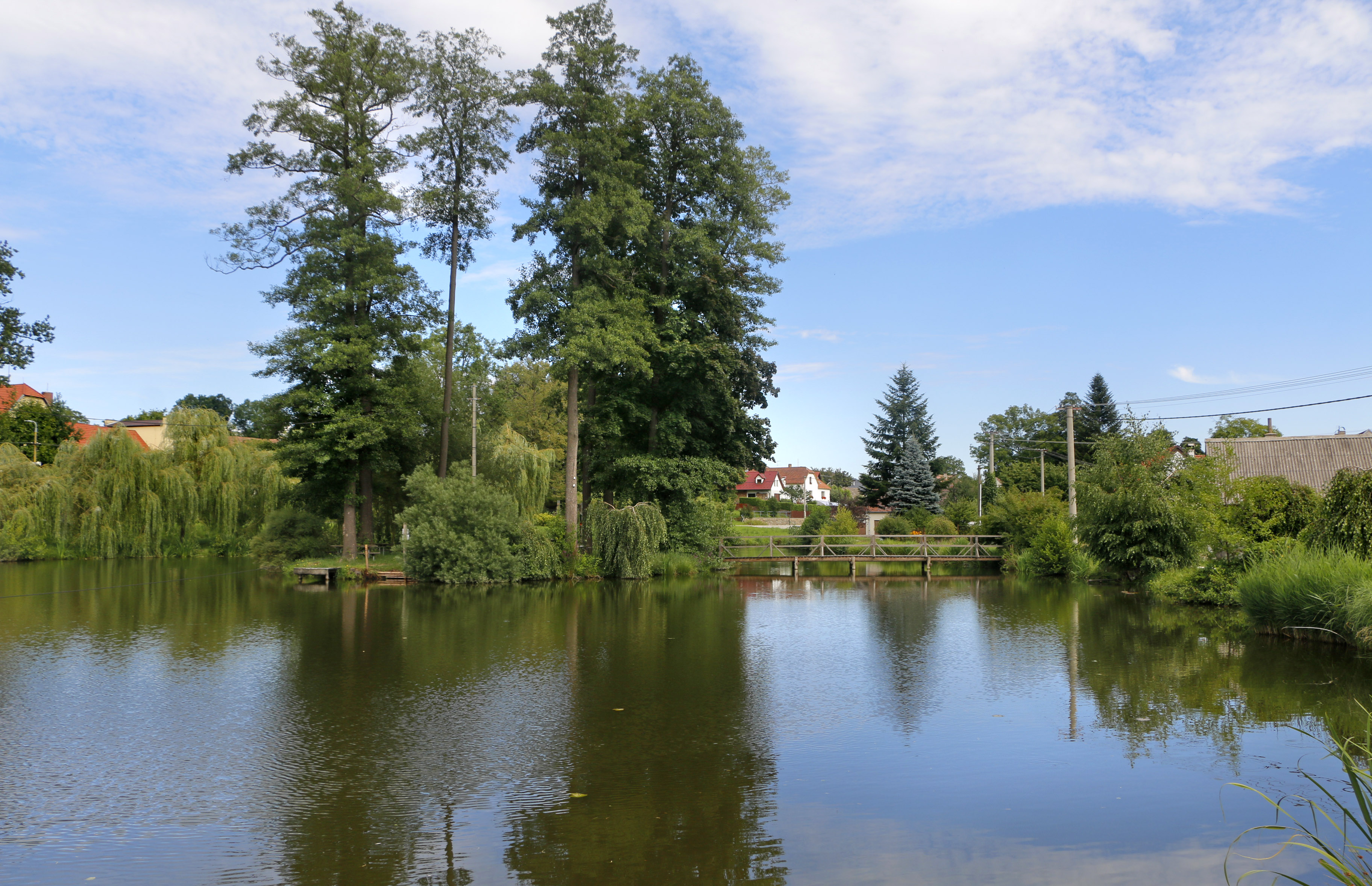
Rybník s ostrovem na návsi
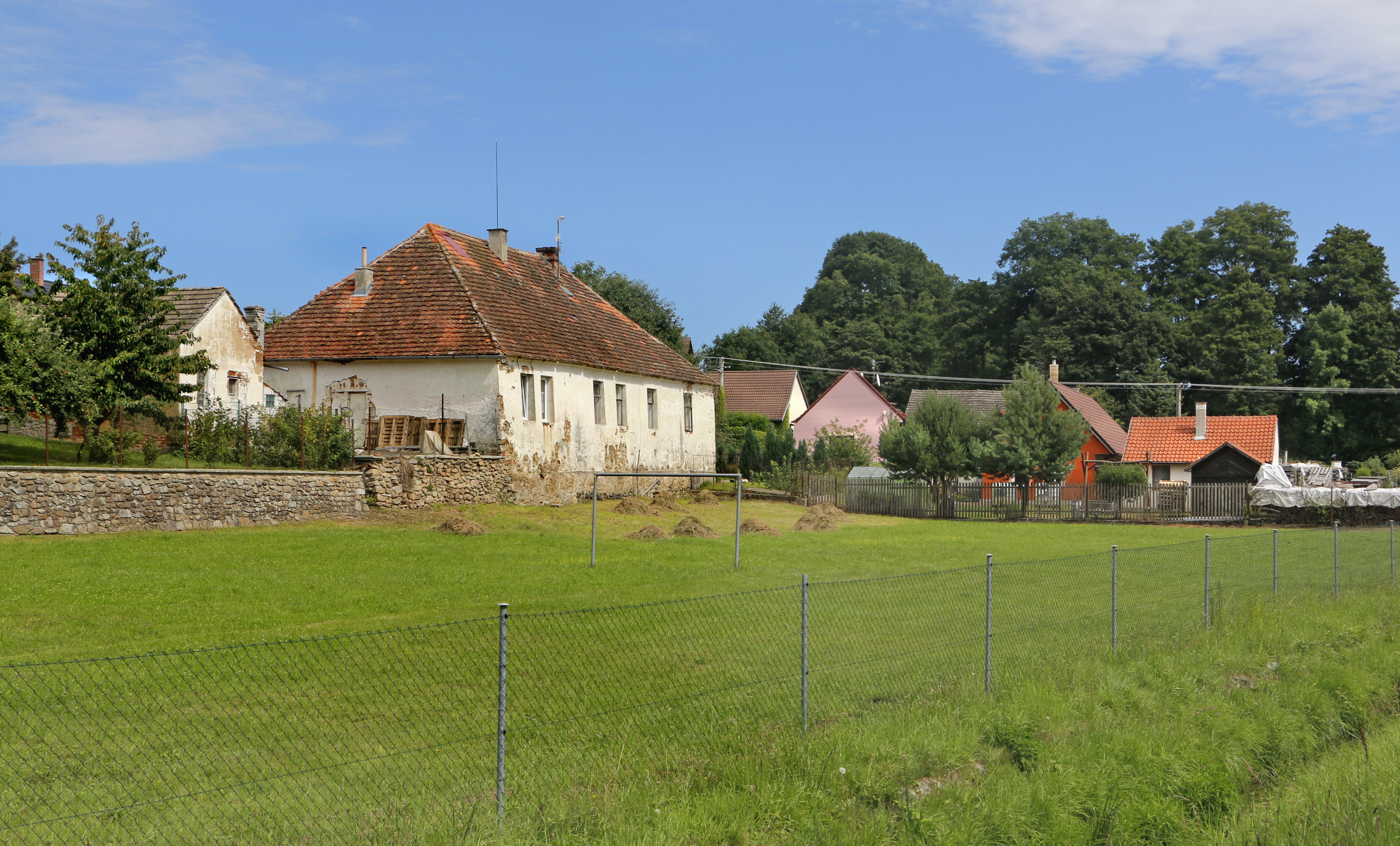
Západní část vesnice